# Joseph, Better You Than Me
«Joseph, Better You Than Me» es una canción de la banda de rock procedente de Las Vegas, The Killers, junto a Elton John y Neil Tennant. La canción salió a la venta el 16 de diciembre de 2008 como una canción solamente descargable.
La canción continúa la tradición de The Killers de lanzar un sencillo navideño digitalmente, la cual empezó con "A Great Big Sled" en 2006 y continuó con "Don't Shoot Me Santa" en 2007. Brandon Flowers declaró que es genial trabajar con dos "verdaderos profesionales" y "que le encantaría trabajar con ellos de nuevo".[cita requerida]

## Lista de canciones
1. «Joseph, Better You Than Me» - 4:53

## Posicionamiento
| Listas (2008)                  | Posición más alta |
| ------------------------------ | ----------------- |
| Austria (Ö3 Austria Top 40)    | 43                |
| Canadá (Canadian Hot 100)      | 43                |
| Reino Unido (UK Singles Chart) | 88                |